# Палмас (Токантинс)
Палмас (порт. Palmas) град је у Бразилу у савезној држави Токантинс. Према процени из 2014. у граду је живело 265.090 становника.

## Становништво
Према процени из 2014. у граду је живело 265.090 становника.
| 2000.   | 2010.   |
| ------- | ------- |
| 137.355 | 228.332 |

## Партнерски градови
- Колорадо Спрингс